# Nam Phương Hoàng hậu
Nam Phương Hoàng hậu (chữ Hán: 南芳皇后; 14 tháng 11 năm 1913 – 15 tháng 9 năm 1963) là hoàng hậu của Hoàng đế Bảo Đại thuộc triều đại nhà Nguyễn, đồng thời là hoàng hậu cuối cùng của chế độ quân chủ trong lịch sử Việt Nam. Việc được tấn phong hoàng hậu sau ngày cưới khiến cho bà trở thành một trong hai vị hoàng hậu nhà Nguyễn mang tước vị Hoàng hậu (皇后) ngay khi còn sống (bà khác là Thừa Thiên Cao Hoàng hậu - chính thất của Hoàng đế Gia Long). Bà cũng là hoàng hậu duy nhất theo đạo Công giáo trong lịch sử Việt Nam. Bà đã có công đề xướng việc thành lập và mở các trường học thuộc Dòng Đức Bà (Congrégation de Notre-Dame) tại Việt Nam vào năm 1935. Trên thực tế, qua việc Bảo Đại thoái vị hoàng đế năm 1945 để trở thành một công dân của nước Việt Nam Dân chủ Cộng hòa thì tất nhiên bà Nam Phương cũng mất đi tước vị hoàng hậu. Dù vậy, những người mộ mến và tôn kính bà vẫn gọi là "Nam Phương hoàng hậu".

## Tiểu sử
Theo sách Souverains et notabilites d'Indochine do chính quyền Đông Dương soạn và sách Nguyễn Phúc tộc thế phả do Hội đồng Trị sự Nguyễn Phúc tộc biên soạn thì Nam Phương hoàng hậu sinh vào ngày 17 tháng 10 năm Giáp Dần. Cũng theo hai sách này thì ngày tháng năm Tây lịch đối ứng với ngày tháng năm nông lịch nêu trên là ngày 4 tháng 12 năm 1914. Trên mộ của Nam Phương hoàng hậu ở Pháp, ngày sinh của bà được khắc là ngày 14 tháng 11 năm 1913.
Nam Phương Hoàng hậu nhũ danh là Jeanne Mariette Nguyễn Hữu Thị Lan sinh ra tại vùng Gò Công - Trao Trảo, xứ Biên Hoà (nay thuộc phường Long Thạnh Mỹ, Thủ Đức, Thành phố Hồ Chí Minh) nhưng nhiều tài liệu nhầm lẫn thành vùng đất Gò Công  thuộc tỉnh Tiền Giang ngày nay. Xuất thân trong một gia đình Công giáo giàu có, là con gái của ông Pierre Nguyễn Hữu Hào và bà Marie Lê Thị Bính, quê quán ở huyện Kiến Hòa tỉnh Định Tường nay là Thành phố Gò Công, tỉnh Tiền Giang. nguồn khác ghi tên bà là Lê Thị Bình. Ông ngoại là đại phú hộ Lê Phát Đạt. Vợ chồng ông Hào chỉ có hai con gái. Con gái lớn là Marie-Agnès Nguyễn Hữu Hào sinh năm 1903; con gái thứ hai là Jeanne Mariette Nguyễn Hữu Hào, nhưng sau này ghi trong giấy khai sinh quốc tịch Việt Nam là Nguyễn Hữu Thị Lan, còn tên theo Pháp tịch phải ghi thêm là Jeanne Mariette Thérèse.
Năm 1928, khi 25 tuổi, người chị Agnès kết hôn với nam tước Pierre Jules François Didelot (người này sinh ngày 7 tháng 8 năm 1898 tại Saint-Rémy en Bouzemont, 51 Marne, Grand Est, Pháp). Hai người có con gái đầu là Marie-Agnes Elisabeth Didelot sinh năm 1930. Nam tước Pierre Didelot từng là đại úy (capitaine) Pháo binh trong Quân đội Pháp và giám đốc thông tấn xã Havas ở Hà Nội. Vào thập niên 1930 gia đình sống ở số 177, Rue Paul Blanchy/về sau chuyển thành đường Hai Bà Trưng, Thành phố Gò Công (con đường nay nằm phía trước cổng chợ cũ Gò Công) nhưng rồi gia đình chuyển ra số 72, đường Boulevard Carnot (đường Phan Đình Phùng), Hà Nội. Sau Chiến tranh thế giới thứ 2, Nam tước Didelot, bấy giờ thăng là đại tá được vua Bảo Đại bổ nhiệm làm Khâm mạng Hoàng triều Cương thổ.

### Thời thơ ấu
Theo những bức hình chụp trên tờ báo Indochine năm 1923 thì cả hai chị em đều cao ráo hơn hẳn những người phụ nữ Việt Nam bình thường. Hai chị em ở tại biệt thự Montjoye của gia đình để đi học. Mỗi sáng, hai tiểu thư đi nhà thờ thì băng qua đường Lê Văn Duyệt, tới đường Bùi Thị Xuân chừng nửa cây số là tới nhà thờ. Nhà thờ này do ông Lê Phát Đạt (ông ngoại Nam Phương) hiến nhiều tiền của để xây dựng
Năm 12 tuổi, Marie-Thérèse Nguyễn Hữu Thị Lan được gửi sang Paris, Pháp theo học trường Couvent des Oiseaux, Paris trên đường rue de Ponthieu, sau đó chuyển đến trường nội trú được điều hành bởi Dòng Đức Bà theo luật Thánh Augustin tại xã Verneuil-sur-Seine, tỉnh Yvelines.
Bà Sabine Didelot, cựu học sinh của trường Couvent des Oiseaux Đà Lạt (ngày nay công trình nằm trong khuôn viên của Trường Phổ thông Dân tộc Nội trú Lâm Đồng) và cháu ruột đã nói về người sau này trở thành Nam Phương Hoàng Hậu như sau: 'Lúc nhỏ, Mariette rất sùng đạo, thông minh, học giỏi và tế nhị.'
Tháng 9 năm 1932, sau khi hoàn thành tú tài Pháp (tương đương với tốt nghiệp trung học), Nguyễn Hữu Thị Lan về nước trên con tàu D'Artagnan của hãng Messagerie Maritime. Vua Bảo Đại hồi loan cũng đi cùng chuyến tàu đó nhưng hai người không gặp nhau.

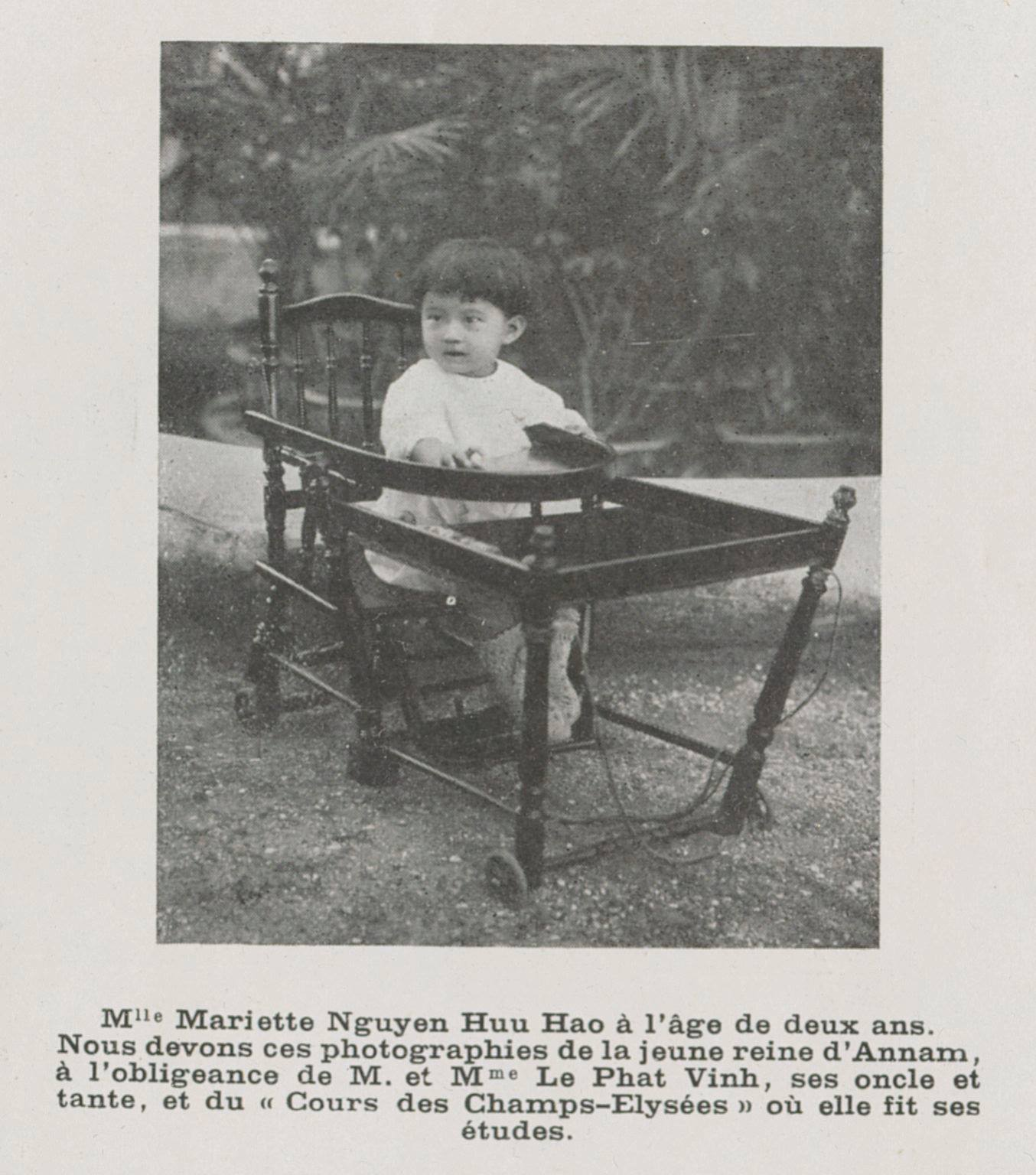
Nguyễn Hữu Thị Lan năm 2 tuổi
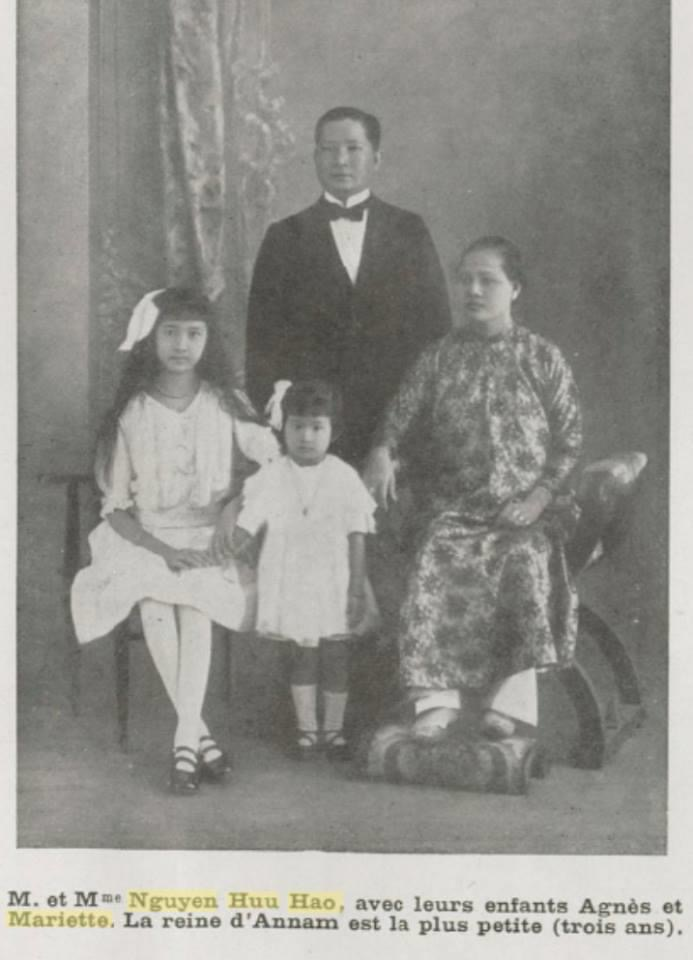
Gia đình ông Nguyễn Hữu Hào
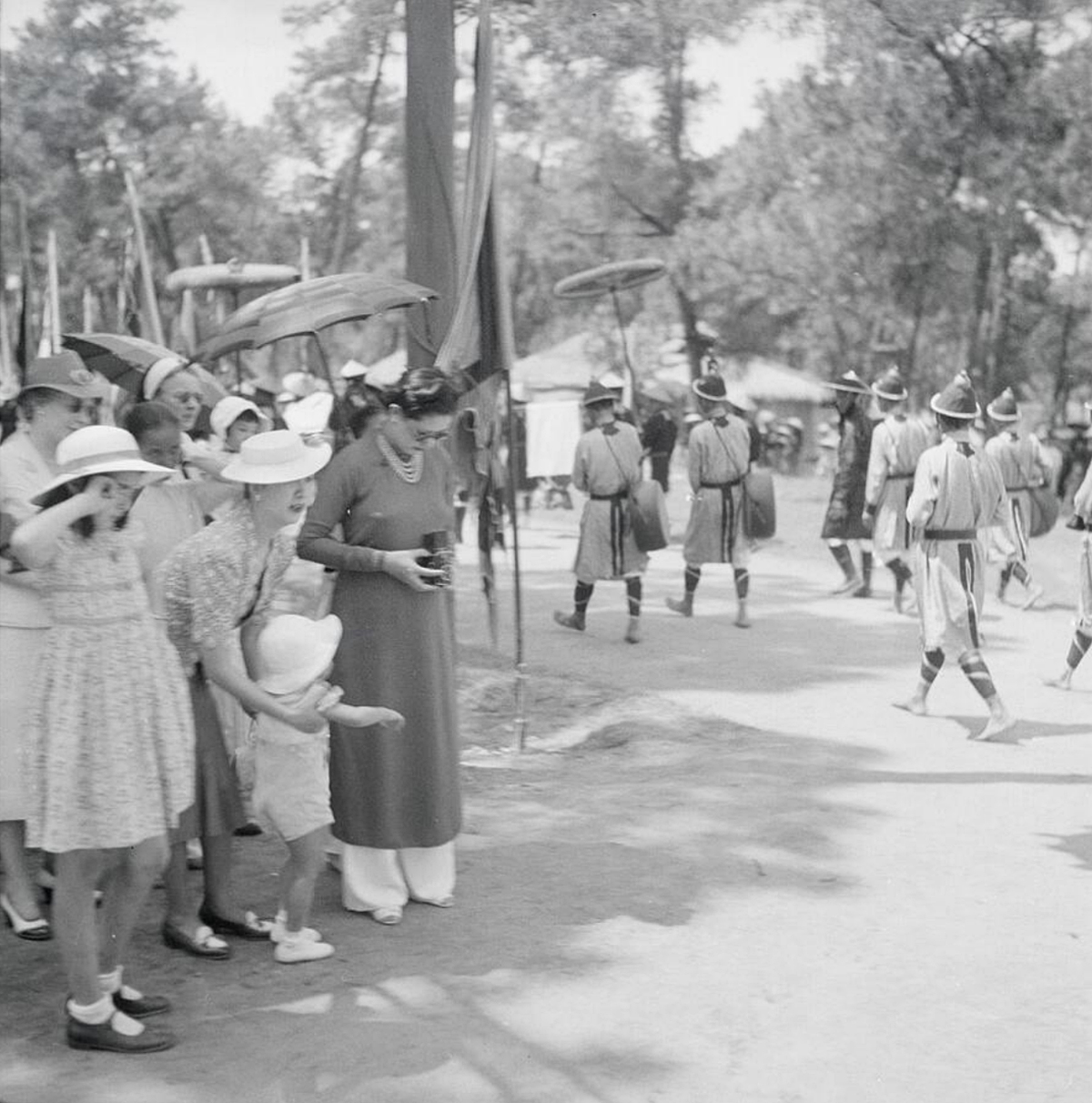
Hoàng hậu Nam Phương cùng chị gái và các cháu tại Lễ tế Đàn Nam Giao năm 1942

## Hôn sự

### Gặp gỡ Bảo Đại
Về Việt Nam được gần một năm, khi vua Bảo Đại lên nghỉ mát tại Đà Lạt, và được sự dàn xếp của vị Toàn Quyền Pháp Pasquier và viên Đốc lý Darles (Thị Trưởng) Đà Lạt, trong một buổi dạ tiệc tại khách sạn La Palace Đà Lạt tại Đà Lạt do Toàn quyền Đông Dương, vợ chồng cựu Khâm sứ Trung kỳ Jean François Eugène Charles và viên Đốc lý thành phố sắp đặt, Nguyễn Hữu Thị Lan và Bảo Đại đã gặp nhau.
Vua Bảo Đại cho biết ông đã gặp Nam Phương Hoàng Hậu ở Đà Lạt, chứ không phải ở trên tàu, ông đã gặp vào cuối năm 1932:
"Vào dịp cuối năm, tôi có lưu lại vài ngày ở Đà Lạt cùng với Toàn Quyền Pasquier, trong dịp gặp ông này ở phòng khách, khách sạn Langbian Palace, ông có giới thiệu một cô gái trẻ là bạn bè của bà Charles, cô Marie Thérèse Nguyễn Hữu Hào, cô thuộc một gia đình điền chủ giàu có ở xứ Nam Kỳ. Cô cũng là người Công giáo như cha mẹ và vừa học hết chương trình học của cô ở trường Oiseaux, bên Pháp. Cô ấy 18 tuổi."
Hoàng hậu Nam Phương cũng nhắc lại:
"Hôm đó ông Darle, Đốc Lý thành phố Đà Lạt gởi giấy mời cậu Lê Phát An tôi  và tôi đến dự dạ tiệc ở Hôtel Palace. Tôi không muốn đi nhưng cậu An tôi năn nỉ và hứa với tôi là chỉ đến tham dự một chút và vái chào nhà Vua xong là về nên tôi phải đi một cách miễn cưỡng và tôi cũng chỉ trang điểm sơ sài và chỉ mặc cái áo dài bằng lụa đen mua bên Pháp thôi. Chúng tôi đến trễ nên buổi tiệc đã bắt đầu từ lâu. Cậu tôi kéo ghế định ngồi ngoài hiên thì ông Darle trông thấy, ông ta chạy đến chào chúng tôi rồi nắm tay cậu tôi kéo chúng tôi vô nhà. Vừa đi ông vừa nói: "Ông và cô phải đến bái yết Hoàng thượng mới được". Khi cánh cửa phòng khách vừa mở, tôi thấy vua Bảo Đại ngồi trên chiếc ghế bành chính giữa nhà. Ông Darle bước tới bên cạnh Vua rồi nghiêng mình cúi chào và kính cẩn nói:
-Votre Majesté, Monsieur Lê Phát An et sa nièce, Mademoiselle Marie Thérèse. (Tâu Hoàng thượng, đây là ông Lê Phát An và người cháu gái, cô Marie Thérèse)
Nhờ các nữ tu ở trường Couvent des Oiseaux từng chỉ dạy nên tôi biết phải làm gì để tỏ lòng tôn kính đối với bậc Quân Vương, vì vậy tôi đã không ngần ngại đến trước mặt Hoàng Đế, quỳ một gối và cúi đầu sát nền nhà cho đến khi thấy bàn tay cậu tôi kéo tôi dậy, tôi mới đứng lên. Vua gật đầu chào tôi đúng lúc tiếng nhạc vừa trỗi theo nhịp điệu Tango, Ngài ngỏ lời mời và dìu tôi ra sàn nhảy rồi chúng tôi bắt đầu nói chuyện. Về sau, khi đã trở thành vợ chồng, Ngài mới cho tôi biết hôm đó Ngài rất chú ý cách phục sức đơn sơ của tôi. Tôi nghĩ rằng tôi được nhà Vua lưu ý một phần do trong suốt buổi dạ tiệc chỉ có tôi là người phụ nữ Việt Nam duy nhất nói tiếng Pháp và theo hành lễ đúng cung cách lễ nghi Âu tây đối với Ngài".
Về cuộc tình duyên đó, Bảo Đại có viết trong cuốn Con rồng Việt Nam:
"Sau lần hội ngộ đầu tiên ấy, thỉnh thoảng chúng tôi lại gặp nhau để trao đổi tâm tình. Marie Thérèse thường nhắc đến những kỉ niệm ở trường Couvent des Oiseaux một cách thích thú. Cũng như tôi, Marie Thérèse rất thích thể thao và âm nhạc. Nàng có vẻ đẹp dịu dàng của người miền Nam pha một chút Tây phương. Do vậy mà tôi đã chọn từ kép Nam Phương để đặt danh hiệu cho nàng. Các vị Tiên Đế của tôi cũng thường hướng về người đàn bà miền Nam. Nếu tôi nhớ không sai thì trước Hoàng hậu Nam Phương, có đến bảy phụ nữ miền Nam đã từng là chủ nhân của Hoàng thành Huế. Khi chọn phụ nữ miền Nam làm vợ, hình như đức Tiên Đế và tôi đều nghĩ rằng trước kia đức Thế Tổ Cao Hoàng đã được nhân dân miền Nam yểm trợ trong việc khôi phục giang sơn. Chính đó là sự ràng buộc tình cảm giữa Hoàng triều Huế với người dân miền Nam".
Sau vài dịp gặp gỡ: "Một tình cảm êm dịu đã nảy sinh giữa chúng tôi. Chúng tôi đã quyết định gặp lại nhau". "Lan có một vẻ đẹp thùy mị của người con gái miền Nam, hiền lành và quyến rũ làm tôi say mê".
Khi vua Bảo Đại hỏi cưới thì gia đình Nguyễn Hữu Thị Lan ra các điều kiện:
1. Nguyễn Hữu Thị Lan phải được tấn phong Chánh cung Hoàng hậu ngay trong ngày cưới.
2. Được giữ nguyên đạo Công giáo, và các con khi sinh ra phải được rửa tội theo giáo luật Công giáo và giữ đạo.
3. Riêng Bảo Đại thì vẫn giữ đạo cũ là Phật giáo.
4. Phải được Tòa Thánh cho phép đặc biệt hai người lấy nhau và giữ hai tôn giáo khác nhau.[19]

Một tờ báo Annam tiết lộ tin vào ngày 22 tháng 2 năm 1934 là Bảo Đại kết hôn với một cô gái theo đạo. Cả Hoàng gia rúng động và phủ quyết. Tôn Thất Đàn dự tính làm một thỉnh nguyện thư chung của tất cả quan lại cao cấp phản đối việc này, còn nghĩ đến giải pháp bắt Nam Phương phải bỏ đạo Công giáo theo đạo Phật.
Vì vậy cuộc hôn nhân giữa Bảo Đại và Nguyễn Hữu Thị Lan gặp phải rất nhiều phản đối. Trước Hoàng Tộc Triều Nguyễn, Bảo Đại đã nói: "Trẫm cưới vợ cho trẫm đâu phải cưới cho cụ Tôn Thất Hân  và Triều đình."

### Hôn lễ

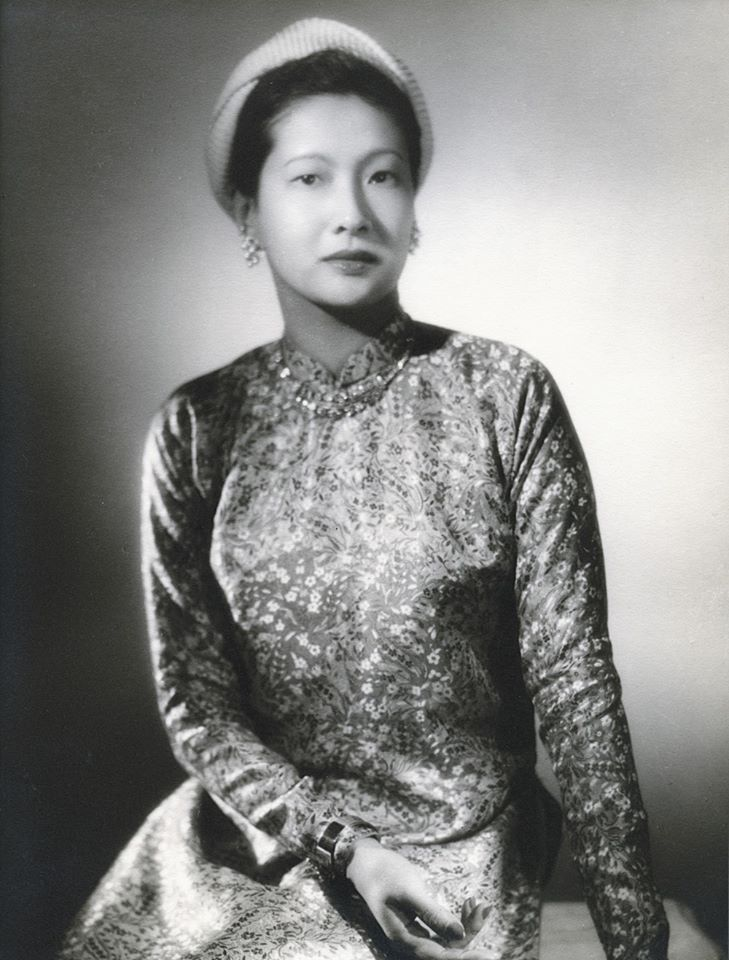
Hoàng hậu Nam Phương trong trang phục áo dài khăn vấn

Hôn lễ được tổ chức ngày 20 tháng 3 năm 1934 ở Huế. Khi đó Bảo Đại đúng 21 tuổi, còn Nguyễn Hữu Thị Lan 20 tuổi.
Quyết định của Bảo Đại lấy vợ theo đạo Công giáo đã gây khủng hoảng lớn trong cả triều đình nhà Nguyễn, nơi chính quyền Pháp và Toà Thánh La Mã. Theo luật lệ của Công giáo La Mã, tín đồ không được kết hôn với người ngoại đạo, trong khi Bảo Đại không theo đạo nào cả, ông từng viết: "Ở trong cung, chỉ có một ông Trời, đó là Hoàng đế, con ông Trời" ("Au palais, il n'y avait qu'un Dieu: L'empereur, fils du ciel").
Gia đình của Nguyễn Hữu Thị Lan lo chuyện hôn nhân không thành do trở ngại tôn giáo đã khẩn cầu đến Đức Thánh Cha qua trung gian đại diện Tòa Thánh ở Đông Dương. Không lâu sau, cả nước Pháp cũng nhập cuộc bằng đường lối ngoại giao của tòa đại sứ Pháp cạnh tòa thánh. Người Pháp có đủ những yếu tố lợi về chính trị, tôn giáo trong chuyện này.
Dự định của người Pháp trong cuộc hôn nhân này chỉ là một lợi ích chính trị nhằm hóa gìải những chống đối có thể có mà chính Bảo Đại ở thời kỳ đó cũng không biết rõ được. Bảo Đại đã bị dẫn dắt vào một trò chơi chính trị của nước Pháp qua quan toàn quyền Pháp, qua trung gian ông bà Charles cũng như đại sứ Pháp Charles Roux ở Roma:
"Nước Pháp thấy cần thiết, về mặt chính trị, phải có một chọn lựa ngay về cái người con gái có thể hoá giải các sự chống đối và đố kỵ... Trong khi đó thì tất cả các cô gái được tuyển chọn do hàng quan lại đều không có được một nền học vấn Tây Phương và sẽ không tránh được rơi vào ảnh hưởng của các bà Mẫu Hậu... Nhà vua nay thì có thể nắm biết được quyền lợi mà chính quyền muốn thực hiện về dự định này, chính là qua các người đàn bà mà những hàng quan lại chống đối cũ muốn dựa vào để kèm kẹp thái tử ra khỏi ảnh hường của người Pháp... Chúng ta sẽ lật ngược những toan tính đó và hoàng hậu tương lai mà chúng ta mong đợi sẽ là một đồng minh quan trọng để bào đảm cho sự thành công nhất định về chính trị của chúng ta ở Huế."
Theo hồi ký của Vua Bảo Đại, chỉ sau khi làm đám cưới xong, ông mới gửi thư cho Giáo hoàng Piô XI một lá thư qua trung gian người Pháp, vì thời đó nước ta chưa có liên lạc ngoại giao với Vatican. Nếu Hoàng Hậu muốn xin phép thì phải gửi thư qua các cha cố, theo hệ thống nhà đạo.
Tại Roma, qua đại sứ Chareles Roux đã tìm hết cách để cuộc hôn nhân được Giáo hoàng chấp nhận, ngay cả trong trường hợp một cuộc hôn nhân kín đáo giữa vài nhân vật trong Hoàng Gia. Phần Toà Thánh, Giáo hoàng không muốn đi ngược lại luật lệ đã quy định. Tháng Giêng năm 1934 tức là ba tháng sau khi đệ đơn lần thứ nhất xin phép Giáo hoàng không được, chính quyền bảo hộ có sáng kiến yêu cầu Nhà vua ban thưởng cho các Hồng y. Thế là Hồng y Pietro Fumasoni Biondi được trao Nam Long bội tinh đệ nhất đẳng, còn các cộng sự thì được ban thưởng bội tinh đẳng cấp thấp hơn.
Nhưng rồi cuộc hôn nhân vẫn được tiến hành dù không được phép chuẩn của Toà Thánh Vatican. Tờ Osservatore Romano, cơ quan ngôn luận của Toà Thánh cũng phủ nhận mọi tin đồn và xác nhận rằng Toà Thánh vẫn giữ lập trường như cũ và không thay đổi. Vì thế sau 63 năm khi bình luận về tin vua Bảo Đại băng hà, phái viên hãng Reuters vẫn còn nhắc lại một cuộc hôn nhân không chính thức ("Union non-officialisé")" của bà Nam Phương Hoàng Hậu.
Sau đó một bữa yến tiệc đã được tổ chức tại cung An Định với hơn 700 khách mời với viên Toàn Quyền Đông Dương và các Khâm sứ Trung Kỳ, Thống sứ Bắc Kỳ, Thống đốc Nam Kỳ. Buổi chiều hôm đám cưới, vua Bảo Đại đã mời ông bà Charles ăn bữa cơm: "Sứ mạng của công việc của họ làm đã hoàn tất, Họ sẽ lên đường trở về Paris".
Ngay ngày hôm sau, lễ tấn phong hoàng hậu được diễn ra rất trọng thể ở điện Thái Hòa. Hoàng đế phong Nguyễn Hữu Thị Lan tước vị Nam Phương Hoàng Hậu. Theo một bài viết trên tờ Ngọ Báo tại Hà Nội, Bảo Đại vốn đặt cho hiệu là Nam Hương Hoàng hậu, nhưng viên chấp sự biên sai ra chữ Quốc ngữ thành Nam Phương Hoàng hậu.
Bảo Đại kể về lễ tấn phong hoàng hậu trong hồi ký như sau:
"Vâng, tôi đã quyết định đặt vợ tôi lên làm Hoàng Hậu trong cuộc hôn nhân này, cái chức mà chỉ dành cho mẫu hậu khi mà nhà vua đã qua đời. Mặc phẩm phục triều đình với chiếc áo choàng rộng, đi giầy hài mũi cong nhọn, chít khăn có đính những viên đá quý. Đây là lần đầu tiên trong lịch sử nước Annam mà một người đàn bà đã tiến lên một mình giữa sự chào đón của triều đình... Cũng vẫn chỉ một mình, cô đã vào trong đại sảnh đã có tôi đợi ở đó, và ngồi ở một cái đôn để ở thấp hơn.

## Hoàng hậu cuối cùng trong lịch sử Việt Nam

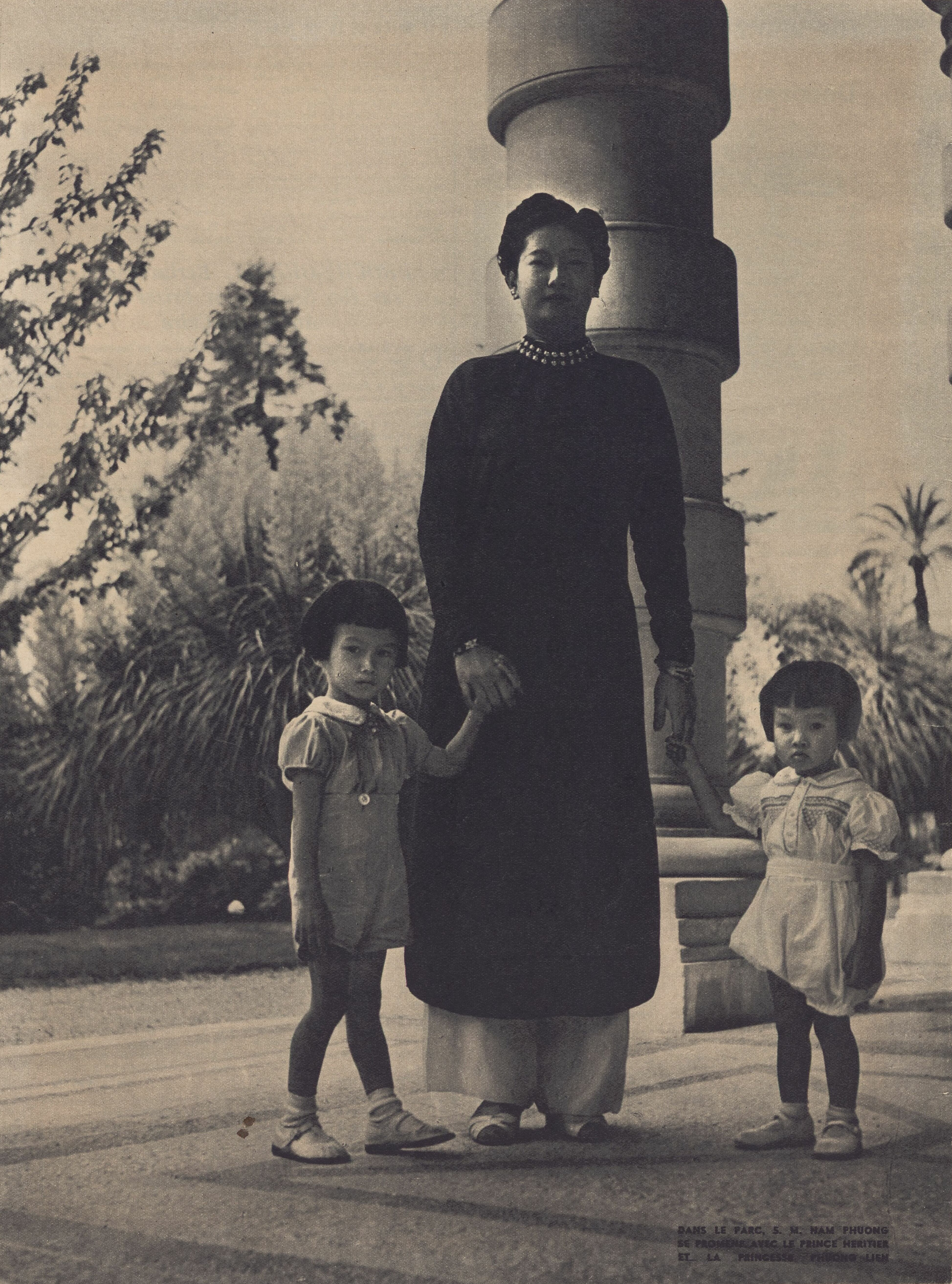
Nam Phương Hoàng hậu với Thái tử Bảo Long và Công chúa Phương Liên

Sự kiện Nguyễn Hữu Thị Lan được tấn phong Hoàng hậu ngay sau khi cưới là một điều hiếm hoi đối với các chính cung trong triều Nguyễn vì các đời trước mới chỉ có duy nhất Thừa Thiên Cao Hoàng hậu, chính thất của Gia Long được phong Hoàng hậu khi còn sống.
Bắt đầu từ năm 1934, triều đình nhà Nguyễn dùng từ Ngài Hoàng để thưa gởi hoặc nói về Nam Phương Hoàng Hậu.
Bảo Đại có giải thích thêm về hai chữ Nam Phương như sau: "Tôi đã chọn tên trị vì cho bà Hoàng Hậu mới là Nam Phương. Nam Phương có nghĩa là hương thơm của miền Nam (Parfume du Sud) và tôi cũng ra một chỉ dụ đặc biệt cho phép bà được phục sức màu vàng – màu dành riêng cho Hoàng Đế".
Sau lễ cưới, Bảo Đại cùng Nam Phương không được ở trong Tử Cấm thành theo quyết định của Hội đồng hoàng tộc (Tôn nhân phủ). Thoạt đầu họ ở một cung điện riêng, sau này gọi là điện Kiến Trung ở gần ngay đấy nhưng vẫn là ngoài khu vực Tử Cấm thành. Bảo Đại đã van nài Hoàng Thái hậu Từ Cung và bà đã khẩn khoản xin với Tôn nhân phủ để cuộc hôn nhân này được chấp nhận. Điện Kiến Trung xây cất từ thời Khải Định, nhưng đã được sửa chữa và tân trang các tiện nghi Tây phương vào đầu triều Bảo Đại, trong đó có phòng ăn, phòng ngủ, phòng tiếp khách, phòng làm việc. Bề ngoài cung điện vẫn được giữ y nguyên như cũ, nhưng bên trong được kiến trúc sư M. Chatel thay đổi toàn diện làm cho nó mới hơn, rộng rãi, thoáng mát, vệ sinh và thực tiễn hơn.
Khi đó công việc hàng ngày của Hoàng hậu là dạy dỗ các hoàng tử, công chúa. Thỉnh thoảng bà phải cùng các quan ở Bộ Lễ bàn thảo các lễ tiệc trong cung đình, lo việc cúng giỗ các Tiên đế và đi vấn an sức khỏe các bà Tiên cung và Từ Cung Hoàng thái hậu, tức mẹ của Bảo Đại. Hoàng hậu còn tham gia các việc xã hội và từ thiện. Hàng năm bà đều tham dự các buổi phát giải thưởng cho các học sinh giỏi tổ chức tại trung tâm Accueil gần nhà Dòng Chúa Cứu Thế. Theo lời nữ sĩ Đạm Phương thì có lần Hoàng hậu yêu cầu bà soạn đơn xin phép Bộ Giáo dục thời bấy giờ đưa môn nữ công gia chánh vào học đường.
Hoàng hậu cũng xuất hiện thường xuyên bên cạnh Bảo Đại trong các nghi lễ ngoại giao như đón tiếp Thống chế Tưởng Giới Thạch của Đài Loan, Quốc Vương Soupha Vangvong nước Lào hoặc Quốc vương Sihanouk của Cao Miên... Có lần Bảo Đại tự mình lái xe hơi đi thăm Nam Vang cũng có mặt Hoàng hậu tháp tùng.
Hoàng hậu Nam Phương cũng cư xử rất khéo với mọi người tôn sùng đạo Phật trong hoàng tộc. Bà hay đi lễ chùa, có khi cho cả các con đi cùng nhưng bà cũng hạn chế đến mức tối thiểu chỉ cho dự những ngày lễ chính của đạo Phật, can ngăn không cho Thái hậu đeo bùa ở cổ tay cháu nội của bà. Bà cũng khước từ đeo vào vai túi đựng những lá bùa. Bà tham dự các buổi lễ Phật, đi thăm các lăng tẩm, luôn đứng thẳng người nhưng hai tay bao giờ cũng chắp lại ngang ngực với một thái độ kính cẩn. Nhưng bà cũng kiên quyết đòi thực hiện các biện pháp canh tân của mình.

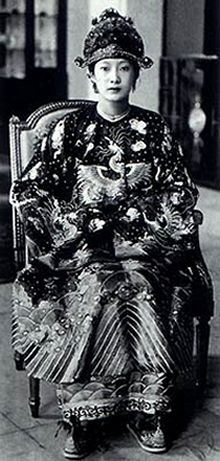
Nam Phương hoàng hậu trong triều phục, 1934
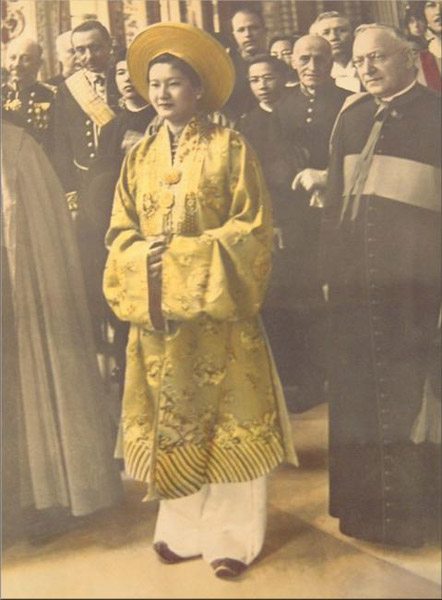
Hoàng hậu tại Tòa Thánh Vatican

### Con cái
Hai năm sau ngày cưới, đêm ngày 4 tháng 1 năm 1936, người dân Huế nghe những tiếng súng bắn mừng báo tin Nam Phương hoàng hậu đã hạ sinh, và lờ mờ sáng lại một lần nữa 7 tiếng súng thần công làm lay động cả Hoàng Thành, báo hiệu Hoàng hậu đã sinh một Hoàng tử. Người đó chính là Đông cung Thái tử Nguyễn Phúc Bảo Long.
Nam Phương hoàng hậu cùng Bảo Đại có tất cả năm người con:
1. Nguyễn Phúc Bảo Long, sinh ngày 4 tháng 1 năm 1936, tước phong Hoàng thái tử.
2. Hoàng nữ Phương Mai, sinh ngày 1 tháng 8 năm 1937.
3. Hoàng nữ Phương Liên, sinh ngày 2 tháng 11 năm 1938.
4. Hoàng nữ Phương Dung, sinh ngày 5 tháng 2 năm 1942.
5. Nguyễn Phúc Bảo Thắng, sinh ngày 9 tháng 12 năm 1943, Nhị hoàng tử.

## Sau khi Bảo Đại thoái vị
Sau Cách mạng tháng Tám 1945, ngày 25 tháng 8, Chính phủ lâm thời của Hồ Chí Minh điện cho Bảo Đại yêu cầu ông ban dụ thoái vị. Ngày 30 tháng 8 1945, Bảo Đại thoái vị trong một buổi lễ long trọng ở Ngọ Môn, Huế, trao quốc ấn Hoàng đế Chi Bửu và thanh kiếm bạc nạm ngọc cho đại diện của chính phủ lâm thời của nước Việt Nam Dân chủ Cộng hòa là ông Trần Huy Liệu. Tháng 9 năm 1945, ông ra nhận chức "Cố vấn tối cao" trong chính phủ. Ngày 16 tháng 3 1946, ông tham gia phái đoàn Việt Nam Dân chủ Cộng hòa sang thăm viếng Trung Hoa, nhưng không trở về nước. Sau ngày toàn quốc kháng chiến 19 tháng 12 1946, thực dân Pháp trở lại chiếm đóng Huế. Hoàng hậu Nam Phương rời khỏi Đại Nội ra sống ngay tại khách sạn Morin, lúc này đây khách sạn duy nhất trong kinh đô Huế để chờ đợi thời cơ sang Pháp, cũng như tránh khỏi cuộc chiến chính trị trong Đại Nội. Ngày 1 tháng 1 1947 Nam Phương hoàng hậu cùng các con sang Pháp.
Nam Phương hoàng hậu được nhiều người đánh giá là người thiết tha với đất nước. Theo tài liệu của sử gia Pháp Jean Renaud do nhà xuất bản Guy Boussac ấn hành năm 1949: 
Quân Pháp dựa vào thế lực của quân Anh quốc để gây hấn ở miền Nam với ý đồ tái chiếm Việt Nam. Lúc đó vua Bảo Đại đã thoái vị, bà Nam Phương đang ở tại Cung An Định bên bờ sông An Cựu. Đau lòng trước thảm cảnh mà đồng bào miền Nam, quê hương của bà đang trực tiếp gánh chịu, cựu Hoàng hậu Nam Phương đã gửi một thông điệp cho bạn bè ở Á châu yêu cầu họ lên tiếng tố cáo hành động xâm lăng của thực dân Pháp với lời lẽ như sau:
"Kể từ tháng 3 năm 1945, nước Việt Nam đã thoát khỏi sự đô hộ của người Pháp nhưng vì lòng tham của một thiểu số thực dân Pháp với sự tiếp tay của quân đội Hoàng gia Anh nên hiện nay máu của nhân dân Việt Nam lại tiếp tục chảy trên mảnh đất vốn đã có quá nhiều đau khổ. Hành động này của thực dân Pháp là trái với chủ trương của Đồng Minh mà nước Pháp lại là một thành viên. Vậy tôi tha thiết yêu cầu những ai đã từng đau khổ vì chiến tranh hãy bày tỏ thái độ và hành động để giúp chúng tôi chấm dứt chiến tranh đang ngày đêm tàn phá đất nước tôi.
Thay mặt cho hàng chục triệu phụ nữ Việt Nam, tôi thỉnh cầu tất cả bạn bè của tôi và bạn bè của nước Việt Nam hãy bênh vực cho tự do. Xin các chính phủ của khối tự do sớm can thiệp để kiến tạo một nền hòa bình công minh và chân chính và xin quý vị nhận nơi đây lòng biết ơn sâu xa của tất cả đồng bào của chúng tôi"
Hoàng hậu Nam Phương cũng là người tiêu biểu trong các bà mệnh phụ, bà chủ tọa "Tuần lễ Vàng" do Việt Minh phát động tại Huế. Hôm ấy, ngày 17 tháng 9 1945, bà là người đầu tiên đến bên một cái bàn trải khăn đỏ rồi từ từ tháo hết số hàng trang sức bằng vàng đang mang trên người. Sau đó bà được gắn một huy hiệu in cờ đỏ sao vàng.
Bà là một "công dân Pháp" nhưng người ta không rõ tình trạng "công dân Pháp" của bà ra sao sau khi bà từ Pháp về Việt Nam để kết hôn với vua Bảo Đại, và kể từ sau khi vua Bảo Đại thoái vị.

## Di cư
Ông Phạm Khắc Hòe, từng là Đổng lý ngự tiền văn phòng của hoàng đế Bảo Đại, từng chứng kiến Nam Phương đau lòng vì thói trăng hoa của Bảo Đại. Khi đó là khoảng năm 1946, Bảo Đại đang ở Hà Nội, do quen thói ăn chơi, cựu hoàng không chịu được thiếu thốn, nên nhờ ông Hòe về Huế gửi cho vợ một bức thư xin tiền. Chiều hôm đó khi ông Phạm Khắc Hòe đến lấy thư trả lời, hoàng hậu nhỏ nhẹ nói: "Ông Hoè! Chắc ông biết tôi rất tin ông, quý trọng ông, trước cũng như nay. Cho nên tôi muốn ông cho biết tất cả sự thật về việc ông Vĩnh Thuỵ mê con Lý (Lý Lệ Hà)". Bà cũng muốn ra Hà Nội sum họp, nhưng sợ làm tốn kém thêm cho chính phủ, lại làm cho cựu hoàng bị gò bó, nên bà bảo ông Hòe: "Thôi! Tôi đành chịu đựng riêng một mình để cho người ta vui sướng". Rồi bà gửi cho chồng số tiền mà ông ta đòi hỏi. Ông Hòe cũng kể, không biết Nam Phương viết những gì trong thư mà khi đọc, mặt Bảo Đại cứ tái dần đi.
Ít lâu sau, vào tháng 3/1946, Bảo Đại đi Trung Quốc rồi sang Hong Kong cùng Lý Lệ Hà, từ bỏ đất nước. Hoàng hậu Nam Phương đã viết cho tình địch một bức thư mà Lý Lệ Hà vẫn giữ suốt nửa thế kỷ sau: "Em Lý Lệ Hà thân quý. Chị ở xa đức cựu hoàng hàng mấy vạn dặm trùng dương, nhưng chị biết rằng em đang hết lòng hết sức chăm sóc cựu hoàng ở Hong Kong. Chị cầu mong lịch sử mai đây không buông rơi cựu hoàng, còn gặp lại nhau. Đức Từ Cung thái hậu và chị trọn kiếp nhớ ơn em. Chị Nam Phương".
Ngày 1 tháng 1 năm 1947, Nam Phương Hoàng hậu cùng các con rời Việt Nam sang Pháp. Ở đây Bà được nhận một khối tài sản lớn do cha đẻ của mình trao cho. Đó là một chung cư lớn tại Neuilly và một chung cư tai Đại lộ Opera, ngoài ra còn nhiều nhà đất ở Côngô, Marốc... Tất cả Bà chia cho các con, chỉ giữ lại một trang trại ở Chabrignac gồm 160 mẫu đất với một đàn bò gần 100 con bò và một vườn hồng lúc nào cũng nở hoa.
Tháng 8 năm 1947, đài phát thanh Việt Minh phát từ Huế một tin, thuật lại một bài đăng trên báo Continental Daily Mail ra ngày 25 tháng 7 năm 1947 tại London: 
"Các nhà chức trách Pháp đến thăm cựu Hoàng hậu Nam Phương, đề nghị bà đưa con trai bà mười ba tuổi lên ngôi. Bà không trả lời. Trong lúc các vị khách Pháp giải thích thì bà đến trước đàn dương cầm thản nhiên chơi bài Tiến quân ca, quốc ca của Việt Nam...".
Một tháng sau, tờ Echo du Vietnam tiết lộ: 
"Một kế hoạch xảo quyệt do Hội thuộc địa trình bày. Họ chủ trương khôi phục chế độ quân chủ ở An Nam. Có thể khởi đầu bằng một cuộc thoái vị trọng thể của Bảo Đại nhường ngôi cho con trai. Cựu hoàng phải thừa nhận sai lầm của bản thân, tự nguyện rút lui khỏi chính trường để mở đường cho sự hoà hợp chân thành với nước Pháp".
Một nhà báo hỏi cựu Hoàng hậu Nam Phương lúc đó đang ở Đà Lạt: "Có phải con bà sắp lên ngai vàng không?". Bà không trả lời nhưng cũng không cải chính. Thực tế Bảo Long, mùa hè năm 1947 đang sống dưới sự chăm sóc của bà ngoại tại Đà Lạt.
Ngày 12 tháng 8 tại Huế năm 1947, cựu Hoàng hậu Nam Phương quyết định rời khỏi Việt Nam, bà và các con đáp máy bay Anh để tới Hồng Kông thăm chồng. Người tình Lý Lệ Hà, thứ phi Bùi Mộng Điệp và các cô gái trẻ khác tạm lánh mặt, ít nhất trong một thời gian. Không bao lâu sau đó bà Nam Phương và các con rời Hồng Kông sang Pháp. Chuyến đi phải tạm dừng lại ở Băng Cốc chờ khắc phục những trục trặc kỹ thuật của chiếc thủy phi cơ. Do không đề phòng trước những hỏng hóc, nên sau nhiều ngày, mọi người đều phải chuyền sang đi tàu thủy cùng với hành lý.
Năm 1947 tới Pháp, trong thời gian đầu, mẹ con bà Nam Phương về Cannes, nơi có toà lâu đài Thorenc được dành cho cả gia đình. Từ đó bà Nam Phương chỉ có thể biết qua tình hình trong nước nhờ những lá thư của chị ruột là bà nam tước Didelot ở lại Sài Gòn báo tin.
Năm 1949, Bảo Đại trở về Việt Nam làm Quốc trưởng Quốc gia Việt Nam, nhưng bà Nam Phương vẫn ở bên Pháp. Những ngày nghỉ lễ, bà Nam Phương thường đi phố cùng các con để mua đồ chơi cho chúng hoặc đi xem chiếu bóng với hoàng tử Bảo Thắng, công chúa Phương Dung là hai người con nhỏ nhất. Cũng có những lúc Bảo Đại về Pháp, bà Nam Phương cùng đi với Bảo Đại tới casino để xem ông chơi baccarat hoặc roulette cho vui. Những lần có bà cùng đi, nếu được bạc thì Bảo Đại tặng hết cho bà để sắm sửa quần áo.
Nam Phương Hoàng hậu ưa thời trang của hãng Christian Dior và Balmain. Bà cũng ăn mặc sành điệu và màu tím nhạt là màu bà ưa thích nhất. Hàng ngày sinh hoạt của bà là chăm lo cho các con hay đọc sách báo hoặc ra vườn trồng hoa, tỉa lá. Buổi tối bà thích chơi dương cầm cho các con nghe.
Trong phòng bà, người ta thấy treo những bức họa của Renoir, Buffet. Bà không thích tranh lập thể của Picasso vì tâm hồn không hợp với trường phái hội họa này cũng như siêu thực. Trong nhà bà có cả một đàn chó, có một con thuộc giống Saint Bernard. Về thể thao bà có thể chơi bóng bàn, quần vợt và golf nhưng không giỏi lắm.
Ngay cả ông Bảo Đại cũng chưa bao giờ dám trách vợ về việc trai gái, vì kể từ ngày ly thân với Bảo Đại, bà Nam Phương không có một người nhân tình nào, dù là đi khiêu vũ hay đi tắm biển với một người đàn ông nào khác.

## Cuối đời
Sau năm 1955, Bảo Đại để bà Nam Phương ở nhà một mình với mấy người con khi đó đã lớn, mỗi người đi làm một nơi. Về sau, bà Nam Phương rời lâu đài Thorenc ở Cannes để về sống ở lâu đài Domain de la Perche ở Chabrignac, tỉnh Corrèze, vùng Nouvelle-Aquitaine cách Paris chừng bốn năm trăm cây số.
Ngôi nhà của bà có rừng bao quanh, gồm 32 phòng, 7 phòng tắm, 5 phòng khách. Về đời sống vật chất thì bà Nam Phương không lúc nào thiếu thốn khi sống ở xứ người. Tài sản riêng do gia đình Nguyễn Hữu Hào tậu cho bà gồm một chung cư lớn tại Neuilly và ở đại lộ Opera. Ngoài ra bà còn nhiều nhà đất ở bên xứ Maroc, Congo... Những bất động sản này bà đã chia cho các con mỗi đứa một phần riêng và chỉ giữ lại trang trại ở Charbrignac, gồm 160 mẫu đất với một đàn bò gần trăm con và một vườn hồng lúc nào cũng nở hoa. Nhà của bà ở cách biệt với những nhà dân ở vùng này, vì là làng quê nên mọi người ít có dịp giao thiệp với nhau. Và đã có lần bà Nam Phương ngỏ ý được trở về Việt Nam để được an táng bên cạnh hai mộ cha mẹ ở Đà Lạt nhưng Bảo Đại và các con không đồng ý.
Dân làng Chabrignac kể rằng, bà Nam Phương giàu có, nhưng sống trầm lặng. Bao nhiêu năm chỉ thấy cựu hoàng Bảo Đại về thăm Hoàng hậu mấy lần, lần được nhớ nhất là vào dịp lễ cưới của công chúa Phương Liên kết hôn với chàng trai người Bordeaux. Buồn nản vì tình cảm của mình, bà Nam Phương chỉ sống âm thầm trong ngôi nhà vắng vẻ. Họa hoằn bà mới về thăm Paris vài ngày. Có lẽ vui nhất là dịp nghỉ hè, các con mới có dịp về thăm bà.
Những năm sau này bà Nam Phương ít đi ra ngoài và gặp gỡ ai. Cũng có đôi khi bà Nam Phương đi Paris để thăm các con đang học và làm ăn ở đó. Và ngược lại những dịp hè thì các con có về đây thăm mẹ ở ít ngày cho bà đỡ buồn. Thời gian này bà bị bệnh tim nặng làm khó thở.

## Qua đời
Ngày 15 tháng 9 năm 1963, sau khi ra nắng bị cảm lạnh và đi tắm khiến bà bị sốt cao, thấy đau họng. Bác sĩ tới thăm bệnh, nói bà bị viêm họng nhẹ. Không ngờ sau đó, bà bị khó thở. Ông quản gia cùng các hầu gái đã vội chạy đi tìm bác sĩ khác ở làng bên, cách mươi cây số. Nhưng vì bệnh viện ở xa, bác sĩ không tới kịp nên bà đã ra đi vào lúc 5 giờ chiều ngày 15 tháng 9 năm 1963.
Ngoài hai người giúp việc trong nhà, không có một người ruột thịt nào có mặt bên cạnh bà trong giờ phút lâm chung. Khi đó các con bà đang đi học hoặc làm ở Paris, còn Bảo Đại sống ở miền Nam nước Pháp.
Đám tang của bà Nam Phương được cử hành theo nghi thức đạo Công giáo vào 12h trưa ngày 18 tháng 9 năm 1963. Đám tang có sự tham gia của cựu hoàng Bảo Đại  và các Hoàng tử, Công chúa cùng một số bạn bè thân thiết của gia đình. Tại địa phương có vị Tỉnh trưởng và dân biểu địa phương bà Nam Phương cư ngụ tới chia buồn và dự tang lễ. Đặc biệt có sự tham dự của Công chúa Như Lý, con gái của vua Hàm Nghi. Công chúa Như Lý cũng ở gần nơi bà Nam Phương cư ngụ, nhưng khi bà Nam Phương còn sống thì bà Như Lý chưa bao giờ tới thăm, mà duy nhất lần này bà Nam Phương tạ thế Công chúa tới dự đám tang.

## An táng
Linh cữu của bà Nam Phương được an táng ngay nghĩa trang Công giáo tại Chabrignac. Trên mộ của bà có tấm bia ghi những dòng chữ:
Chữ Hán:
大南南芳皇后之陵
ĐẠI NAM NAM PHƯƠNG HOÀNG HẬU CHI LĂNG
(Lăng của Hoàng hậu Nam Phương nước Đại Nam)
Chữ Pháp:
ICI REPOSE L'IMPÉRATRICE D'ANNAM NÉE MARIE THÉRÈSE NGUYEN HUU THI LAN
(Đây là nơi an nghỉ của Hoàng hậu nước An Nam, nhũ danh Maria Têrêsa Nguyễn Hữu Thị Lan)
Dưới chân mộ còn có tấm bảng khắc chữ Pháp: 
ICI REPOSE L'IMPÉRATRICE NAM PHUONG NÉE JEANNE MARIETTE NGUYEN HUU HAO
(Đây là nơi an nghỉ của Hoàng hậu Nam Phương, nhũ danh Jeanne Mariette Nguyễn Hữu Hào)